# Zdzisław Bartoszuk
Zdzisław Bartoszuk (ur. 16 kwietnia 1915 w Werchliś, zm. 7 sierpnia 1951 w Pembroke) – kapral pilot Wojska Polskiego, chorąży Polskich Sił Powietrznych, kapitan RAF, uczestnik Bitwy o Anglię.

## Życiorys
Syn Piotra i Kamili z domu Krasucka. Ukończył szkołę powszechną w Janowie Podlaskim, następnie przez trzy lata uczył się w technikum mechanicznym w Kozienicach. Przerwał naukę i rozpoczął pracę jako stolarz. 1 sierpnia 1937 r. został powołany do odbycia służby wojskowej, został skierowany do 34. pułku piechoty. Po kursie unitarnym został przydzielony do 5. pułku lotniczego jako mechanik. W pułku ukończył kurs pilotażu, w 1939 r. uczył się w szkole podoficerskiej i został awansowany na stopień kaprala.
Podczas wojny obronnej walczył w składzie 55. samodzielnej eskadry bombowej. Po agresji ZSRR na Polskę przekroczył granicę i został internowany w Rumunii. W grudniu przedostał się na teren Syrii a następnie w styczniu 1940 r. dotarł do Francji. Został włączony do Grupy Bombowej i przeszedł przeszkolenie na sprzęcie francuskim.
Nie wziął udziału w kampanii francuskiej, po ogłoszeniu zawieszenia broni został ewakuowany do Wielkiej Brytanii. Wstąpił do Polskich Sił Powietrznych, otrzymał numer służbowy RAF 782640. Został skierowany na przeszkolenie do Eastchurch, po jego zakończeniu wziął udział w końcowej fazie bitwy o Anglię. 25 maja 1941 r. został ranny, po wyleczeniu trafił do 225. dywizjonu myśliwskiego RAF, a następnie do 286 dm. Zakończył turę lotów bojowych i w ramach odpoczynku służył w 61. Operational Training Unit. 20 sierpnia 1944 r. został przydzielony do 303. dywizjonu myśliwskiego, gdzie latał bojowo do listopada. Został przeniesiony do dywizjonu 317, gdzie zakończył służbę w Polskich Siłach Powietrznych.
Po zakończeniu działań wojennych pozostał w Wielkiej Brytanii i kontynuował służbę w RAF, m.in. w 5 dywizjonie myśliwskim. Służył w 4 Ośrodku Lotniczym w Cammarington jako instruktor, następnie na Dalekim Wschodzie. 7 sierpnia 1951 r., w załodze z W. D. Payne, wykonywał lot samolotem Beaufighter TT Mk.10 (RD806) z zadaniem holowania rękawa. W wyniku awarii silnika samolot rozbił się przy próbie lądowania w bazie RAF Carew Cheriton, załoga zginęła. Został pochowany na cmentarzu Llanion Cemetery w Pembroke Dock.

## Życie prywatne
W 1942 r. poślubił Margaret Mary Williams, miał córkę Irenę i syna Piotra.

## Ordery i odznaczenia
Za swą służbę był odznaczony:
- Krzyżem Srebrnym Virtuti Militari[6]
- Krzyżem Walecznych – dwukrotnie[7]
- Medalem Lotniczym[7]
- Krzyżem Kawalerski Orderu Odrodzenia Polski[6]
- Distinguished Flying Cross[4]
- 1939-45 Star[6]